# Телон (река)
Телон (река) (енгл. Thelon, Igluligaarjuk са друге стране)) је река која простире се на 900 km (560 mi) широм северне Канаде. Њен извор је језеро Вајтфиш на северозападним територијама, а тече на исток до језера Бејкер у Нунавуту. Телон се на крају улива у Хадсонов залив у заливу Честерфилд. 

## Географија
Слив реке Телон обухвата око 142.400 km2 (55.000 sq mi). Река је удаљена од скоро свих насељених подручја, Телон и његова околина су у потпуности нетакнута дивљина. Сматра се да је најудаљенија река Канаде.
Река има ширину до једног километра (0,6 миља) дуж већег дела свог доњег дела, шири се у језера Беверли, Абердин и Шулц око 100 km (62 mi) узводно од ушћа у језеро Бејкер.

## Фауна
Отприлике 100 лосова и више од 2.000 мошуса се хране на земљишту око реке Телон. Забележено је да сваке јесени и пролећа реку прелази 300.000 мигрирајућих карибуа.

## Историја
Инуити - укључујући Карибу Инуите и Бакарне Инуите - дуго су окупирали ретко насељене земље око реке Телон. Артефакти лова и путовања Инуита (укључујући камење водиче инукшука) лако се примећују у близини реке.
Током 1770. и 1771. године енглески истраживач Семјуел Херн прешао је Телон док је истраживао северну унутрашњост Канаде. Током зиме 1926/27, Џон Хорнби је умро од глади на Телону заједно са још двојицом мушкараца. Планирали су да лове карибуе који мигрирају, али нису успели да пронађу стадо. Ипак, на основу Хорнбијевих ранијих истраживања са Џејмс Чарлс Кричел Булоком 1923. године, „Телон Гејм Санкшуари” је основан 1927. године, преименован у Телон Вајлдлајф Санкшуари 1956. године.
Године 1927, норвешки истраживач и писац Хелге Ингстад отишао је псећим запрегама до врха Телона (језера Рис) заједно са домородачким народима са источног краја Великог робовског језера. Ово је детаљно описао у својој књизи „Земља празника и глади”.

## Туризам
Током 1990. године подручје оњи део ,545 km (339 mi), Телона су проглашени за реку канадског наслеђа. Иако нема путног приступа реци, велики број кампера и кануиста посећује Телон сваког лета.

## Културне референце
Слив Телона се помиње у научно-фантастичном роману „Буба у мравињаку“ Бориса и Аркадија Стругацког из 1979. године као локација амбасаде Голована: интелигентна каноидна (псећа) раса еволуирала је на планети Саракш.